# Unió Esportiva Rubí
La Unió Esportiva de Rubí és el club de futbol degà de la ciutat de Rubí (Vallès Occidental), fundat el 1912.

## Història

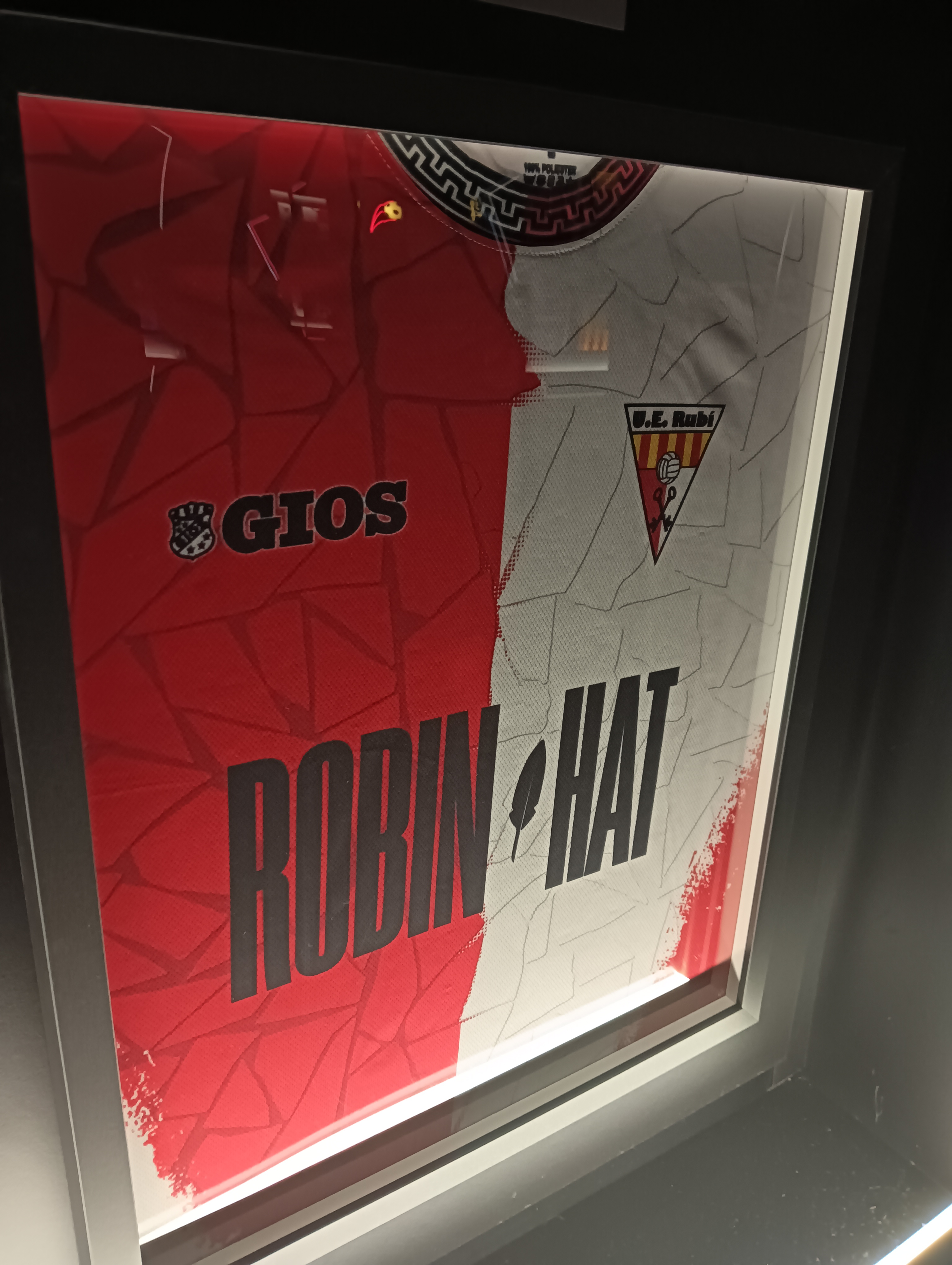
Samareta UE Rubí.

Fou el 30 de juny, durant la festa major de l'any 1912 que un grup de joves de la localitat, en resposta a uns primers partits que jugaren un mes abans equips de Barcelona, decideixen jugar el primer partit de futbol d'un equip de Rubí contra un equip de Castellbisbal. Però no fou fins al 1917 que l'empresari barceloní Joan Franch i Vilarnau, que estiuejava a Rubí amb la seva família, es va decidir a donar-li forma orgànica al club, oficialitzant el Rubí Futbol Club. Aquesta entitat es va mantenir activa fins a la seva desaparició el 1927. El club es va refundar el 1932 amb l'actual nom Unió Esportiva Rubí.
Passada la Guerra Civil, comença a militar a Segona Regional. Fins a la temporada 1981-82 s'ha mogut entre Segona Regional, Primera Regional i Regional Preferent. La temporada 1990-91 aconsegueix, per primer cop pujar a Tercera Divisió, la 1992-93 s'assoleix la millor classificació de la seva llarga història ascendint a Segona Divisió B. A partir de 1998, el club inicia un període de llarga crisi esportiva, social i institucional, participant de categories regionals; en els darrers 10 anys, el primer equip oscil·la entre Regional Preferent i Primera Catalana, i des de fa tres anys, a Tercera Divisió.

## Polèmica sobre la data de fundació i falsos antecedents
Malgrat que en els darrers 30 anys el club ha proposat diverses dates de fundació, totes elles equivocades, i que es va arribar a dir que la UE Rubí era creada el 1902 i es va parlar de centenari el 2003, gràcies a la tasca de l'historiador i exdirectiu rubinenc Josep Maria Freixes Trujillo aquest punt ha quedat aclarit, i l'origen del futbol i del club a Rubí han quedat fixats l'any 1912. Aquest extrem ha estat acceptat tant pel Consell Català de l'Esport el 2005 com per la Federació Catalana de Futbol (ho va fer el 2006). El club, però, va seguir enrocat (2003-2011) en el manteniment de la data de 1902, fins que el juny de 2011, finalment, la mateixa entitat va reconèixer que la data de fundació correspon al 1912. El club va celebrar el centenari durant l'any 2012.

## Palmarès
- Ascens a 2ªB la temporada 92/93

## Temporades
Fins a l'any 2013-14 el club ha militat 11 temporades a Tercera Divisió i 1 a Segona Divisió B.
| - 1991-92: 3a Divisió - 13è - 1992-93: 3a Divisió - 3r - 1993-94: 2a Divisió B - 17è - 1994-95: 3a Divisió - 15è - 1995-96: 3a Divisió - 17è - 1996-97: 3a Divisió - 12è - 1997-98: 3a Divisió - 18è - 1998-99: 1a Catalana - 17è |  | - 1999-00: Regional Preferent - 1r - 2000-01: 1a Catalana - 14è - 2001-02: 1a Catalana - 19è - 2002-03: Regional Preferent - 1r - 2003-04: 1a Catalana - 2n - 2004-05: 3a Divisió - 13è - 2005-06: 3a Divisió - 19è - 2006-07: 1a Catalana - 20è |  | - 2007-08: Regional Preferent - 4 - 2008-09: Regional Preferent - 1r - 2009-10: 1a Catalana - 8è - 2010-11: 1ª Catalana - 3r - 2011-12: 3a Divisió - 11è - 2012-13: 3a Divisió - 11è - 2013-14: 3a Divisió - 5è |  |  |